# West Wildwood
West Wildwood és una població dels Estats Units a l'estat de Nova Jersey. Segons el cens del 2009 tenia 405 habitants.

## Demografia
Segons el cens del 2000, West Wildwood tenia 448 habitants, 202 habitatges, i 117 famílies. La densitat de població era de 665,3 habitants per km².
Dels 202 habitatges en un 20,8% hi vivien nens de menys de 18 anys, en un 46% hi vivien parelles casades, en un 9,4% dones solteres, i en un 41,6% no eren unitats familiars. En el 36,6% dels habitatges hi vivien persones soles el 17,3% de les quals corresponia a persones de 65 anys o més que vivien soles. El nombre mitjà de persones vivint en cada habitatge era de 2,22 i el nombre mitjà de persones que vivien en cada família era de 2,92.
Per edats la població es repartia de la següent manera: un 18,8% tenia menys de 18 anys, un 5,4% entre 18 i 24, un 23,7% entre 25 i 44, un 32,8% de 45 a 60 i un 19,4% 65 anys o més.
L'edat mediana era de 47 anys. Per cada 100 dones de 18 o més anys hi havia 88,6 homes.
La renda mediana per habitatge era de 33.393 $ i la renda mediana per família de 50.625 $. Els homes tenien una renda mediana de 38.281 $ mentre que les dones 21.190 $. La renda per capita de la població era de 17.839 $. Aproximadament el 3,2% de les famílies i el 6,5% de la població estaven per davall del llindar de pobresa.

## Poblacions més properes
El següent diagrama mostra les poblacions més properes.